# Sambahsa
Sambahsa (konstruierte Aussprache: [samˈbaːsa]) oder Sambahsa-Mundialect ist eine internationale Hilfssprache, die vom französischen Linguisten Olivier Simon entwickelt wurde.
Sie basiert auf der proto-indoeuropäischen Sprache und hat eine relativ komplexe Grammatik.
Sambahsa wurde erstmals im Juli 2007 im Internet veröffentlicht; zuvor hatte der Schöpfer nach eigenen Angaben acht Jahre daran gearbeitet. Laut einer Studie über neuere Hilfssprachen verfügt „Sambahsa über einen umfangreichen Wortschatz und eine große Menge an Lern- und Referenzmaterial“.

## Etymologie
Der erste Teil des Namens der Sprache, Sambahsa, setzt sich aus zwei Wörtern aus der Sprache selbst zusammen, sam und bahsa, die „gleich“ bzw. „Sprache“ bedeuten. Mundialect hingegen ist eine Zusammensetzung aus mundial „weltweit“ und dialect „Dialekt“.

## Flagge
Die Bedeutung der Flagge wird in der Grammatik folgendermaßen erklärt: „Die Farbe Braun steht für die Erde, da viele indoeuropäische Sprachen ihre Wörter für ‚Person‘ von Wörtern ableiten, die mit Lehm zu tun haben, wie beispielsweise das Wort ‚Erdling‘. Die Farbe Weiß wurde gewählt, weil sie den besten Kontrast bildet. Die kleinen konzentrischen Kreise stehen für das Rad, da es eine wichtige Erfindung des Menschen ist, das Quadrat steht für das Fahrzeug (Auto, Wagen ...), die ‚T‘s stehen für die Deichsel, die Linien stehen für die Achse und der größere Kreis steht für die Sonne sowie den Kreislauf des Lebens.“
Sambahsa versucht, die ursprüngliche Schreibweise der Wörter so weit wie möglich beizubehalten, was die Rechtschreibung komplex macht, aber dennoch regelmäßig hält. Es gibt vier grammatische Fälle: Nominativ, Akkusativ, Dativ und Genitiv.

## Wortschatz
Ein Merkmal von Sambahsa ist, dass es Wörter aus verschiedenen Sprachfamilien enthält, während sich die bekanntesten Hilfssprachen in der Regel auf eine Zusammenstellung von romanischem Vokabular mit einigen Entlehnungen aus den germanischen Sprachen beschränken. Zum Beispiel:
- Schkaf („Schrank“) hat sowohl germanische als auch slawische Entsprechungen: russisch шкаф, polnisch szafa, ukrainisch шафа, dänisch skab, isländisch skápur, fränkisch schaaf und schwedisch skåp.
- Graf („Graf“, als Adelstitel) ist ein deutsches Wort aus dem Griechischen grapheùs, das in viele Sprachen übernommen wurde, darunter Aserbaidschanisch qraf, Bulgarisch граф, Tschechisch hrabě, Dänisch greve, Estnisch krahv, Kroatisch grof, Ungarisch gróf, Finnisch kreivi, Litauisch grafas, Isländisch greifi und Russisch граф.
- Bicair („Becher“) findet sich im deutschen Becher und vielen anderen germanischen Sprachen. Es stammt aus dem Vulgärlateinischen bicarium und ist der Ursprung des ungarischen pohár, des italienischen bicchiere und des rumänischen pahar, die alle „Glas“ bedeuten.
- Saray bedeutet „großer Saal, Palast“ und hat denselben türkischen und persischen Ursprung wie das englische seraglio, jedoch mit einer Bedeutung, die näher an seiner Etymologie und dem russischen сарай („Scheune“) liegt.

Obwohl Sambahsa auf dem Proto-indoeuropäischen basiert, entlehnt es einen Großteil seines Wortschatzes aus anderen Sprachfamilien, wie Arabisch, Chinesisch, Indonesisch, Sua-Sua und Türkisch.
Der Kern des Sambahsa-Wortschatzes ist zweifellos indoeuropäischer Herkunft. Nur wenige Sambahsa-Wörter lassen sich bis in die vorindoeuropäische Zeit zurückverfolgen (wie kamwns, „Gämse“, vgl. Baskisch: ahuntz). Viele grundlegende Sambahsa-Wörter sind daher ihren rekonstruierten indoeuropäischen Entsprechungen sehr ähnlich. Siehe (Sambahsa/Proto-Indo-European): eghi/*H₁eghis („Igel“), ghelgh/*ghelghe- („Drüse“), pehk/*pek („kämmen“), skand/*skand („springen“), peungst/*pn̥kʷsti- („Faust“), wobhel/*wobhel- („Rüsselkäfer“), gwah/*gweH₂ („gehen“), tox/*tòksom („Eibenholz“ in Sambahsa; „Eibe“ in PIE), treb/*trêbs („Wohnstätte“), oit/*H₁òitos („Eid“), poti/*potis („Herr, Herrscher“).
Aber auch weniger belegte indoeuropäische Vokabeln finden sich in Sambahsa. Beispielsweise ist das gebräuchliche Sambahsa-Wort für „Person“ anghen, wie in semanghen, „jemand, irgendjemand“, und lässt sich von PIE *?*H₂enH₁ǵh ableiten, das nur in Altarmenisch anjn („Person“) und Altnordisch angi („Geruch“) zu finden ist. Und motic („Hacke“) könnte ein Cognat von Altslawisch motyka und Englisch mattock sein.

## Grammatik
Deklinationen sind nur für Pronomina obligatorisch. Die Deklinationen dieser Pronomen (Demonstrativ-/Interrogativpronomen und Relativ-/Personalpronomen) sind größtenteils parallel und weisen oft Ähnlichkeiten mit ihren protoindogermanischen Vorläufern auf. So sind in allen Sambahsa-Deklinationen der Nominativ und Akkusativ des Neutrums identisch, wie es auch im PIE der Fall war. Es gibt identische Formen für Relativ- und Interrogativpronomen sowie für das Pronomen der dritten Person und den bestimmten Artikel.
Es gibt Singular und Plural (der Dual des PIE ist nicht erhalten geblieben) und vier grammatikalische Geschlechter: männlich, weiblich, sächlich und unbestimmt. Dieses letzte Geschlecht, das eine Neuerung gegenüber dem PIE darstellt, wird verwendet, wenn ein Substantiv mit unbestimmtem oder unbekanntem Geschlecht bezeichnet wird, und im Plural für Gruppen, die Elemente unterschiedlichen Geschlechts enthalten. Der Schöpfer von Sambahsa führte dieses Element ein, um die „Geschlechterdebatte“ in Esperanto zu vermeiden.

## Beispielsätze
| Sambahsa              | Deutsch                             |
| --------------------- | ----------------------------------- |
| Sellamat!             | Hallo!                              |
| Kam leitte yu?        | Wie geht's?                         |
| Leito.                | Fein.                               |
| Bahte yu Sambahsa?    | Sprechen Sie Sambahsa?              |
| No, ne bahm Sambahsa. | Nein, ich spreche kein Sambahsa.    |
| Marba!                | Schön, dich kennengelernt zu haben! |

## Phonologie
Die Phonologie hat wenig mit der proto-indoeuropäischen Phonologie zu tun. Die Änderungen gegenüber dem Proto-indoeuropäischen sind nicht regelmäßig, da der Schöpfer des Sambahsa versucht hat, Homophone zu vermeiden, die nach der Eliminierung einiger Laute wie Laryngale oder einiger aspirierter Konsonanten häufig geworden wären.

## Alphabet
Die Rechtschreibung ist komplex, aber regelmäßig und besteht nur aus den 26 Buchstaben des lateinischen Grundalphabets. Dieses System wurde gewählt, um die Erkennbarkeit von Wörtern aus westeuropäischen Sprachen zu erhalten, in denen die Rechtschreibung eine wichtige Rolle spielt. Nach den Regeln von Sambahsa wird beispielsweise bureau wie im Französischen und point wie im Englischen ausgesprochen.
Der phonemische Bestand von Sambahsa umfasst 22 Konsonanten und neun Vokale (ohne die verlängerten Formen dieser Vokale). Um Sprachlernenden zu helfen und weil IPA-Symbole nicht mit allen Tastaturen geschrieben werden können, wurde ein spezielles, einfacheres System entwickelt, das als Sambahsa Phonetic Transcription oder SPT bezeichnet wird.
Die Wörter sind kurz, oft so kurz wie englische Wörter, und sehr konsonantisch. Dieser letzte Punkt steht im Einklang mit dem proto-indoeuropäischen Hintergrund, wo Wortstämme oft eine Konsonant-Vokal-Konsonant-Struktur haben.